# اگالیپای، کویرینو
اگالیپای، کویرینو (به لاتین: Aglipay, Quirino) یک سکونتگاه مسکونی در فیلیپین است که در کویرینو واقع شده‌است.

## خصوصیات
اگالیپای ۱۶۱٫۷۰ کیلومترمربع مساحت و ۲۶٬۱۸۷ نفر جمعیت دارد.